# 오니페리
오니페리(Oniferi, 사르데냐어: Onieri)는 이탈리아 사르데냐 주 누오로도에 있는 코무네이다. 칼리아리에서 북쪽으로 약 120 킬로미터 (75 mi) 떨어져 있고, 누오로에서 남서쪽으로 약 15 킬로미터 (9 mi) 떨어져 있다.
오니페리는 다음 코무네와 접한다: 베네투티, 보노, 오라니, 오로텔리.
오니페리 경제는 대부분 축산에 기반을 둔다. 관광 명소로는 누라게 문명 및 선사 시대 고고학 유적지가 여럿 있는데, 사스 콩카스 네크로폴리스 등이 있다.